# La compagnia stabile della canzone con variété e comica finale
La compagnia stabile della canzone con variété e comica finale è stato un programma televisivo italiano di genere varietà trasmesso dal Programma Nazionale dal 6 settembre 1975 all'11 ottobre 1975, alle 21:00 per cinque puntate.

## La trasmissione
Il programma, scritto da Alberto Testa e Maurizio Costanzo,  vedeva protagonisti alcuni cantanti: Mia Martini, Riccardo Cocciante, Gino Paoli, Gigliola Cinquetti e Gianni Nazzaro, e dagli  attori Christian De Sica, Renato Rascel e Giuditta Saltarini.
I cantanti interpretano un proprio brano, ed in ogni puntata, un brano di un altro collega; in questa parte del programma Mia Martini cantò i brani Volesse il cielo, Donna con te, Questi miei pensieri, Sabato e  Le dolci colline del viso e Sassi di Gino Paoli, Alle porte del sole di Gigliola Cinquetti, Quando finisce un amore di Riccardo Cocciante e Il primo sogno proibito di Gianni Nazzaro.
In una delle puntate l'orchestra l'omaggiò con Inno, Gianni Nazzaro con Donna sola, Gigliola Cinquetti con Minuetto, Gino Paoli con Piccolo uomo e Riccardo Cocciante con Padre davvero in versione piano e voce.
Nella seconda parte i cantanti erano protagonisti assieme a Christian De Sica di sketch comici e numeri di varietà, nei quali Mia Martini rivelò insospettabili doti di intrattenitrice interpretando Mon homme, Addio Tabarin, Passa la ronda, I can't give you anything but love, Menestrello vagabondo (in duetto con Gino Paoli), Long time ago (con Gino Paoli e Gianni Nazzaro) e Tonknoise, cantata da Gianni Nazzaro.
La terza ed ultima parte era dedicata unicamente ai momenti comici e musicali di Renato Rascel e Giuditta Saltarini.